# Торнтаун (Индијана)
Торнтаун (енгл. Thorntown) град је у америчкој савезној држави Индијана.

## Демографија
По попису из 2010. године број становника је 1.520, што је 42 (-2,7%) становника мање него 2000. године.
| Група             | 2000.         | 2010.         |
| Белци             | 1.520 (97,3%) | 1.499 (98,6%) |
| Афроамериканци    | 0 (0,0%)      | 1 (0,1%)      |
| Азијати           | 2 (0,1%)      | 0 (0,0%)      |
| Хиспаноамериканци | 31 (2,0%)     | 11 (0,7%)     |
| Укупно            | 1.562         | 1.520         |